# 丰顺县烈士纪念碑
豐順縣烈士紀念碑，是一座位於廣東省梅州市豐順縣湯坑鎮的豐順縣文物保護單位。紀念碑在1958年12月為紀念916名烈士而建立，其後於1988年10月列入第二批豐順縣文物保護單位，並分別在2002年和2015年進行了兩次維修。紀念碑坐東北朝西南（一說為坐北朝南），碑體高13.5米。

## 歷史
1958年12月，中國共產黨丰顺县委員會和丰顺县人民委员会在广东省丰顺县汤坑镇的东山公园山顶上設立了丰顺县烈士纪念碑，旨在纪念在國民革命軍北伐、第一次國共內戰、第二次国共内战、中國抗日戰爭、朝鮮戰爭等战争陣亡的916名烈士。1988年1月，丰顺县人民政府认定其为丰顺县文物保护单位。
1989年7月，丰顺县政府和有关单位集资補完纪念碑附近的基础设施，以便遊覽。纪念碑在1988年10月列入第二批丰顺县文物保护单位，並在1995年6月列為丰顺县爱国主义教育基地之一，於2002年10月進行了重修工程。到了2015年上半年，纪念碑已出現各種破损，碑身表面受風化作用影響，碑面的油漆有风化、霉变和局部脱落，而纪念碑所處平台的台面、台阶及护栏均有破损。中國共產黨丰顺县委員會及丰顺县政府在該年為丰顺县烈士纪念碑進行修缮工程，3月啟動、10月完工；在丰顺县史志办公室亦致函民政局建議下，这次工程还補充纪念碑的碑文。

## 結構
丰顺县烈士纪念碑坐东北朝西南（一說為坐北朝南），佔地面积一說為323平方米、一說為2,500平方米；碑體以灰砂砖建成，高度為13.5米。纪念碑前方設有护栏和五级台阶，左边有介紹纪念碑由來的石刻。碑身正面有「为国牺牲永垂不朽」的碑文，背面則刻上了中國共產黨豐順縣委員會和豐順縣人民委員會撰写的铭文，內容如下：
|  | 我县人民在伟大的中国共产党领导下，于大革命、土地革命、抗日战争、解放战争以及抗美援朝等历次对敌斗争运动中，都发扬革命光荣传统。特别是在八乡山、马图、铜鼓嶂等地建立红色根据地，与敌人作殊死斗争。在此漫长而艰苦的岁月里，忠诚于人类解放事业的红色战士，在火线上、在监狱中、在刑场上英勇不屈，壮烈牺牲，显示出中华优秀儿女的至高无上气节。计自大革命以来，先后殉难烈士有黎凤翔、黎果、邓子龙、钟伟、彭在璇、刘春、曾子峰等九百一十六人。 值此伟大祖国人民在党的领导下，以冲天干劲向共产主义迈进的时候，先烈们所追求的理想已成近景，先烈们的丰功伟绩和为人类解放事业而抛头颅洒热血的英勇精神，将与日月争光，流芳百世。追怀前烈，景仰无已。特立此碑，以垂纪念。 |

1. ↑  「土地革命」字眼在2015年維修時建議補上。
2. ↑  八乡山、马图、铜鼓嶂此三地點均位於丰顺县境內。
3. ↑  「黎果」字眼在2015年維修時建議補上。

## 外部連結
- 丰顺县烈士纪念碑的簡化版3D模型 （页面存档备份，存于）